# بوبي جرير
بوبي جرير (بالإنجليزية: Bobby Grier)‏ هو لاعب كرة قدم أمريكية أمريكي، ولد في 1933.